# Brookmerland
Brookmerland er et kommunefællesskab i distriktet Aurich i det historiske landskab Østfrisland i den tyske delstat Niedersachsen. Kommunefællesskabet består af seks mindre kommuner og har sammenlagt ca 13.300 indbyggere.
Brookmerland er tillige benævnelsen på et historisk frisisk landskab, som omfatter kommunefællesskabet Brookmerland og kommunen Südbrookmerland.

## Geografi
Brookmerland ligger i det nordtyske lavland nær Nordsøkysten i den vestlige del af Østfrisland, nordøst for Emden og sydvest for Norden. Brookmerland grænser mod nord til byen Norden, mod øst til kommunen Grossheide, mod syd til Südbrookmerland og mod sydvest til Krummhörn. Brookmerlands centrum ligger i Marienhafe.

## Historie
Kommunefællesskabet ligger i en del af det historiske område Brokmerland. Navnet kommer fra det gammelfrisiske ord brök, som betegner et tyndt befolket moselandskab. Dette moseområde strækker sig fra den vestlige del af den østfrisiske gestryg til floderne Ley og Flumm. Det gamle Brokmerland grænsede i øst til Harlingerland og Auricherland, mod nord til Norderland (Norditi) samt mod syd til Moormerland, Emsigerland (Emsgau) og Federgo (Federgau). Området lå i grænseegnene mellem bispedømmet Münster (Emsgau og Federgau) og ærkebispedømmet Bremen (Norderland og Östringen). Lige som de andre frisiske landskaber sendte Brokmerland repræsentanter til det årlige ting i Upstalsboom uden for Aurich under tiden for den frisiske frihed. Brokmerland havde en egen forfatning og ret gennem lovbogen Brokmerbrief.
En af de ældste byer i Brookmerland er Wirdum, som grundlagdes omkring år 1000 som en terp-by. I Wirdum fandtes et kloster og en borg. Frem til tidlig middelalder var Brookmerland for store deles vedkommende ubeboet. Fra og med år 1100 voksede befolkningen i området, delvist på grund af at beskyttelsesvolde mod oversvømnelser fra havet begyndte at blive bygget og delvist på grund af følgerne af en alvorlig stormflod i 1164 (Julianenflut). Omkring år 1250 blev Brookmerland et eget landskab i Østfrisland. I 1200-tallet byggedes flere store kirker i området, blandt andre i Marienhafe.
I 1300-tallet tog forskellige høvdingefamilier magten i forskellige dele af Østfrisland. Familien tom Brok spillede en vigtig rolle i Brookmerland. Marienhafe blev på denne tid en vigtig handelsplads og alvorlige sytormfloder i slutningen af 1300-tallet gjorde, at stedet fik en havn i tilknytning til havet.
En vigtig person i Brookmerlands historie var sørøveren Klaus Störtebeker, som mellem årene 1396 og 1400 anvendte tårnet på kirken i Marienhafe som tilflugtssoted og udgangspunkt for sine sørøvertog. Hansaen under ledelse af hansestaden Hamborg kæmpede mod sørøveriet. Efter kampe mellem tom Brok og Focko Ukena kom det i 1430 til et oprør. Der efter kom familien Cirksena til magten.
En af Brookmerlands kirker er Warnfriedkirken i Osteel. Kirken er fra 1100-tallet og kirkeorgelet fra 1619 er et af de ældste i Østfrisland. Foran kirken findes et mindesmærke for astronomen David Fabricius, som i begyndelsen af 1600-tallet var præst i sognet. Fabricius opdagede flere stjerner og tegnede de første kort oöver Østfrisland.
Dele af Brookmerland dannedes i forbindelse med fehn-koloniseringen i 1700- og 1800-tallet. Et eksempel på dette er kommunen Rechtsupweg, som dannedes i 1769.
Det nuværende kommunefællesskab Brookmerland dannedes den 1. august 1969.

## Kommuner, som indgår i kommunefællesskabet
- Marienhafe
- Leezdorf
- Osteel
- Rechtsupweg
- Upgant-Schott
- Wirdum

Disse seks kommuner har beholdt deres politiske og retslige selvstændighed. Hver kommune vælger sin egen borgmester.

## Næringsliv
Brookmerlands næringsliv domineres af jordbrug og til en vis grad af turisme.

## Infrastruktur
Gennem kommunen går blandt andet den tyske rigsvej B72.